# Calamoclostes silvestris
Calamoclostes silvestris är en insektsart som beskrevs av Ross 2001. Calamoclostes silvestris ingår i släktet Calamoclostes och familjen Archembiidae. Inga underarter finns listade i Catalogue of Life.